# Billy-sous-Mangiennes

Billy-sous-Mangiennes este o comună în departamentul Meuse din nord-estul Franței. În 2010 avea o populație de 394 de locuitori.

## Evoluția populației
| An        | 1975 | 1982 | 1990 | 1999 | 2006 | 2010 |
| --------- | ---- | ---- | ---- | ---- | ---- | ---- |
| Populație | 383  | 366  | 355  | 297  | 367  | 394  |